# Daguech

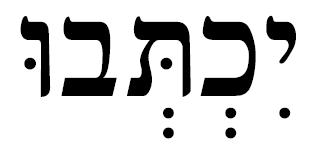
Un exemple de daguech doux, dans le tav (יִכְתְּבוּ est la troisième personne du pluriel du futur du verbe כָּתַב).

Le daguech ou daguesh (hébreu : דָּגֵשׁ, [dāgēš], intensificateur) est un signe diacritique introduit dans le système de ponctuation massorétique du texte hébraïque afin de signaler un changement phonétique dans certaines consonnes de l'alphabet hébraïque. 
Placé au centre de certaines lettres, il a la même apparence que le mappiq (utilisé avec la lettre heh et, plus rarement l'aleph, afin d'indiquer qu'elles doivent être prononcées) et le shourouq (utilisé pour le vav), mais possède une fonction différente.
Il existe deux types de daguech :
- le daguech doux (daguesh qal, דגש קל) ou qashian (קשין) qui indique une mutation consonantique ;
- le daguech dur (daguesh hazaq, דגש חזק) ou qaflan (כפלן) qui indique une gémination consonantique.

## Histoire de l'emploi dudaguech
Heinrich Graetz a montré que le daguech est le premier signe de ponctuation massorétique employé, avant même les points-voyelles, pour distinguer l'état absolu de l'état construit et le shva quiescens du shva mobile. L'emploi régulier du daguech et sa représentation graphique par un point au centre de la lettre semble être particulier au système de vocalisation de l'école massorétique de Tibériade : dans le système dit supra-linéaire de l'école babylonienne, le point n'était à l'origine pas employé du tout, et le daguech n'était pas indiqué dans tous les cas où il était nécessaire.

## Histoire de l'emploi du termedaguech
L'usage du terme daguech comme nom d'un point indiquant une prononciation intensifiée n'apparaît pas dans les vieux textes massorétiques et dans le Mahzor Vitry, où le terme daguech indique la prononciation intensifiée elle-même, en contraste avec rafè, la prononciation faible. Il y est fait référence dans la littérature rabbinique traditionnelle sans utilisation spécifique.
L'usage actuel commence probablement avec les derniers massorètes, dont Aharon ben Moshe ben Asher, et les premiers grammairiens hébraïques, comme Saadia Gaon, qui intitule l'un des traités de son travail grammatical Livre du Daguech et du Rafè. Saadia, suivi en cela par le lexicographe David ben Abraham al-Fassi, conserve ces deux termes même lorsqu'il écrit en arabe, et les décline, alors qu'il existe des termes arabes correspondants (shadid/mushaddad et khafif/mukhaffaf). Ce sont cependant les termes arabes qui apparaissent dans les écrits de Juda ben David Ḥayyuj et ses successeurs. L'emploi du terme daguech sera rétabli à partir de l'époque d'Abraham ibn Ezra, lorsque les philologues hébraïques écrivent leurs œuvres grammaticales en hébreu.

## Caractérisation dudaguech
Il n'y a pas de trace parmi les anciens auteurs de classification des divers usages du daguech, bien que la relation entre le daguesh et six lettres dont il change la prononciation (beth, guimel, dalet, kaf, pe et tav) était soulignée ; la lettre resh, du fait de sa prononciation double par les Juifs de la terre d'Israël, a été ajoutée aux six lettres doubles dans le Sefer Yetzira et dans les livres de Ben Asher. 
Le terme dagesh ḳal (daguech doux), dénotant la prononciation « dure », non aspirée, des lettres, apparaît peut-être pour la première fois dans le Mikhlol de David Ḳimḥi. Les règles pour le dagesh ḥazaḳ (daguech dur), dénotant le redoublement d'une lettre ont été formulées pour la première fois par Élie Lévita, qui énumère huit cas dans lesquels il se produit. Cette division a été étendue par des grammairiens ultérieurs.

## Source
Cet article contient des extraits de l'article « DAGESH » par Richard Gottheil & Wilhelm Bacher de la Jewish Encyclopedia de 1901–1906 dont le contenu se trouve dans le domaine public.